# Medalla de Honor
La Medalla de Honor (del inglés: Medal of Honor) es la máxima condecoración entregada en las Fuerzas Armadas de los Estados Unidos. Es coloquialmente conocida, aunque de forma incorrecta, como la Medalla de Honor del Congreso (Congressional Medal of Honor) debido a que es entregada por el Presidente, quien la presenta «en nombre del Congreso de los Estados Unidos». El criterio para su entrega es «valentía e intrepidez con riesgo de la propia vida, más allá de la llamada del deber, estando en combate contra un enemigo de los Estados Unidos».
Todos los miembros de las Fuerzas Armadas pueden ser condecorados con la Medalla, y cada una de sus ramas cuenta con un diseño propio, a excepción del Cuerpo de Marines y los Guardacostas, que reciben la misma versión que la Armada. La Medalla suele ser entregada personalmente por el Presidente de los Estados Unidos de América al condecorado o, en el caso de que se entregue a título póstumo, a una persona que la recoge en su nombre. Debido a que es una medalla de alto nivel, recibe protección especial de las leyes estadounidenses.
La Medalla de Honor es una de las dos condecoraciones de collar otorgadas por las Fuerzas Armadas de los EE. UU., y es la única que se entrega a los miembros de las mismas. El grado de Comandante de la Legión del Mérito se autoriza para dignatarios no estadounidenses, usualmente equivalentes a jefes militares del gabinete de los Estados Unidos. El personal del ejército puede ser condecorado con el grado de Legionario de la Legión del Mérito, que es una medalla tradicional suspendida.

## Origen
El primer sistema formal de premiación para actos de valentía de parte de soldados estadounidenses fue establecido por George Washington el 7 de agosto de 1782, cuando creó la Insignia de Mérito Militar, diseñada para reconocer oficialmente "cualquier acción singular meritoria." Esta condecoración fue la primera creada para efectos de combate, y la segunda de cualquier otro tipo, después del Medallón de la Fidelidad.
Aunque la Insignia del Mérito Militar cayó en desuso después de la guerra de Independencia de los Estados Unidos, el concepto de una condecoración militar por un acto individual de valentía por miembros de las Fuerzas Armadas se encontraba establecido. En 1847, después del inicio de la invasión estadounidense a México, se estableció un Certificado de Mérito. Este certificado fue elevado a nivel de medalla con el nombre de Medalla del Certificado al Mérito.
La última medalla de honor concedida lo ha sido, el 26 de agosto de 2013, al Sargento Ty Michael Carter por sus acciones en la batalla de Kamdesh, en Afganistán, en octubre de 2009.

### Bandera
El 23 de octubre de 2003 se modificó el procedimiento de concesión, autorizando el uso honorífico de una bandera a los condecorados con la Medalla de Honor.

La bandera de la Medalla de Honor.

La bandera se inspira en un esbozo de un Sargento Primero retirado, exmiembro de las Fuerzas especiales. Bill Kendall, de Jefferson, Iowa, diseñó la bandera en honor al Capitán condecorado Darrell Lindsey, un piloto también de Jefferson derribado en la 2.ª Guerra Mundial a bordo de un B-26 Marauder. El diseño de Kendall consistía en un campo azul celeste blasonado con 13 estrellas de cinco puntas, y era prácticamente idéntico al que Sarah LeClerc había propuesto para el Instituto Heráldico del Ejército estadounidense. El diseño de LeClerc, considerado finalmente como la bandera oficial, no incluía la leyenda Medalla de Honor y estaba ribeteado en dorado. El color del fondo y el de las 13 estrellas, dispuestas en tres grupos de líneas, consistentes en dos grupos de cinco y uno de tres, imitaba el motivo del lazo de la Medalla de Honor. Oficialmente, la bandera no tiene dimensiones fijas.
El primer soldado distinguido con una Bandera Medalla de Honor fue Paul R. Smith. La bandera se entregó en una caja especial a su familia. Se celebró una ceremonia especial para presentar esta bandera a 60 condecorados a bordo del USS Constitution, el 30 de septiembre de 2006.

## Concesión de la medalla
Hay dos protocolos distintos para la concesión de la Medalla de Honor. El primero, y más común, es la nominación de un soldado por parte de sus superiores en la Cadena de mando, seguida por la aprobación de los rangos superiores. El otro método es mediante una candidatura propuesta por el Congreso de los EE. UU., órgano oficialmente encargado de su concesión; esta candidatura suele estar promovida a petición del candidato y es eventualmente aprobada por un Acta especial del Congreso. En cualquier caso la Medalla de Honor es impuesta por el presidente en representación del Congreso.

### Evolución de los criterios
Varios meses después de que el presidente Abraham Lincoln firmase la Resolución Pública 82, del 21 de diciembre de 1861, una resolución similar fue aprobada por el ejército. Seis soldados de la Unión que habían participado en la captura de la locomotora General fueron los primeros soldados en ser honrados con la distinción. El líder del escuadrón, James J. Andrews, un civil ahorcado por supuesto espionaje en territorio confederado fue excluido de este grupo. Durante el s. XIX, muchas de las Medallas de Honor concedidas lo fueron por "salvar la bandera", no tanto por motivos simbólicos como por su imprescindible función estratégica. Durante la guerra de Secesión no se aprobó la concesión de ninguna otra medalla. Los criterios para su concesión fueron endurecidos a partir de la Primera Guerra Mundial, y después de la Segunda Guerra Mundial muchos de los candidatos tuvieron que conformarse con la Cruz por Servicio Distinguido, la Estrella de Plata o la Estrella de Bronce.
Durante la guerra de Secesión, el Secretario de Guerra Edwin M. Stanton prometió una Medalla de Honor a todo integrante del XXVII Regimiento de Maine que prolongase su estancia más allá del período establecido. En consecuencia, muchos soldados permanecieron cuatro días más de la cuenta solo para obtenerla. Debido a la confusión, Stanton concedió la Medalla de Honor a los 864 hombres que integraban esta unidad.
En 1916, se decretó que un comité de cinco Generales del Ejército de Tierra debía supervisar la concesión de cada Medalla de Honor. La comisión, dirigida por Nelson Miles, sugirió que se retirasen 911 distinciones. Esta medida incluía a los 864 miembros del XXVII Regimiento de Maine, 29 de los cuales habían participado como guardia de honor en los funerales de Lincoln, 6 civiles -entre ellos, Mary Edwards Walker, la única mujer distinguida con esta condecoración- Buffalo Bill y otros 12 galardonados que la comisión juzgó indignos de tan alta condecoración. La medalla concedida a la Dra. Walker fue restituida a título póstumo por el presidente Jimmy Carter en 1977. La de "Buffalo Bill", en 1989.
A principios del siglo XX, la Marina concedió Medallas de Honor por acciones realizadas en tiempo de paz. Por ejemplo, siete marineros del USS Iowa la recibieron tras la explosión de una caldera, el 25 de enero de 1904. Otro marino del USS Chicago, John Henry Helms, la recibió por salvar al cocinero del barco, Ishi Tomizi, que estaba ahogándose. Después de la I Guerra Mundial, Richard Byrd y Floyd Bennet la recibieron como distinción a su exploración del Polo Norte. El almirante Thomas J. Ryan la recibió tras salvar la vida de una mujer en el incendio del Gran Hotel de Yokohama (Japón) de 1923, declarado tras el gran Terremoto Kantō.

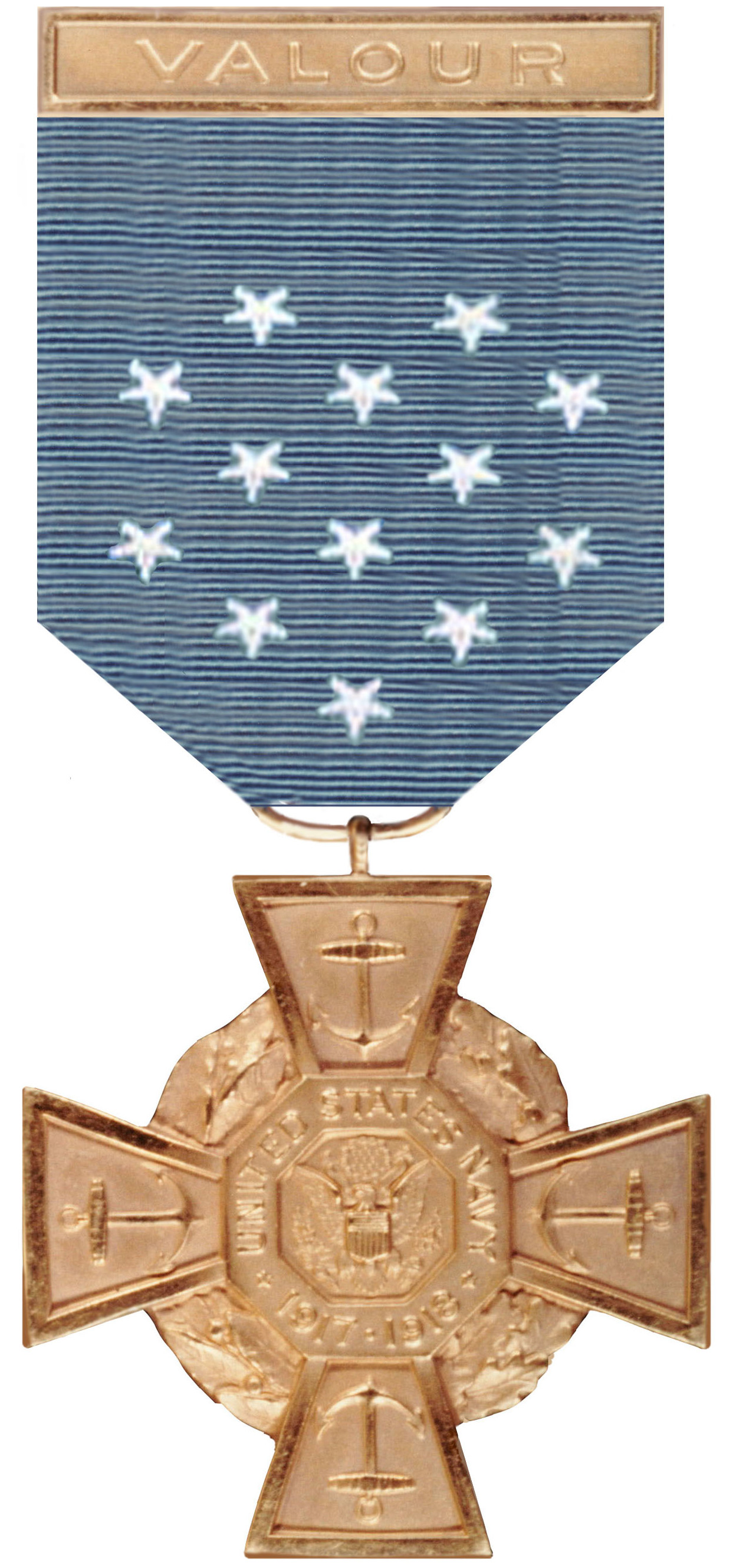
La versión "Cruz Tiffany" de la Medalla de Honor.

Entre 1919 y 1942, la Marina consideró dos versiones distintas de la Medalla de Honor, una por valentía en actos de combate y la otra para acciones distinguidas en tiempo de paz. Los datos oficiales difieren, pero generalmente se conocía la distinción concedida en tiempo de paz como la "Cruz Tiffany", así llamada por la empresa que la producía. La "Cruz Tiffany", concedida a partir de 1919, fue una distinción rara e impopular, en parte debido a su imposición tanto por acciones bélicas como por actos notables en otras circunstancias. En consecuencia, en 1942 la Marina estadounidense volvió a unir las dos distinciones en una sola, la Medalla de Honor, concedida solo por heroísmo en combate.
Desde el inicio de la II Guerra Mundial, la medalla ha sido concedida por "extrema valentía más allá de la llamada del deber en acción contra un enemigo". De estos criterios se desprende el hecho de que el 60% de las medallas concedidas durante y después de la Segunda Guerra Mundial lo han sido a título póstumo. El Capitán William McGonagle es la excepción de esta regla, al obtener su medalla a raíz del incidente del USS Liberty.

### Controversia
Un estudio encargado en 1993 por el Ejército de Tierra estadounidense denuncia discriminación sistemática en la concesión de esta condecoración por motivos raciales y religiosos a lo largo de la Segunda Guerra Mundial. En aquel entonces, no se concedió ninguna Medalla de Honor a soldados de raza negra. Tras una revisión exhaustiva de los archivos, la comisión seleccionó y propuso a varios condecorados con la Cruz por Servicio Distinguido del Ejército cuyos actos les parecían merecedores de una distinción honorífica mayor. Así, el 13 de febrero de 1997 el presidente Bill Clinton otorgó la medalla a siete afroamericanoss veteranos de la Segunda Guerra Mundial. De ellos, solo Vernon Baker seguía vivo. Un estudio similar realizado sobre miembros asiáticoestadounidenses del ejército resultó en la concesión de 21 nuevas Medallas de Honor en 2000, honrando al Senador Daniel Inouye junto a 20 de los japoestadounidenses miembros del 442 Grupo de Combate de Regimiento. En 2005, el presidente George W. Bush concedió la Medalla de Honor a Tibor Rubin, superviviente judío del Holocausto y veterano de la Segunda Guerra Mundial, a quien comúnmente se consideraba privado de la medalla por causa de su religión.

## Autoridad y privilegios

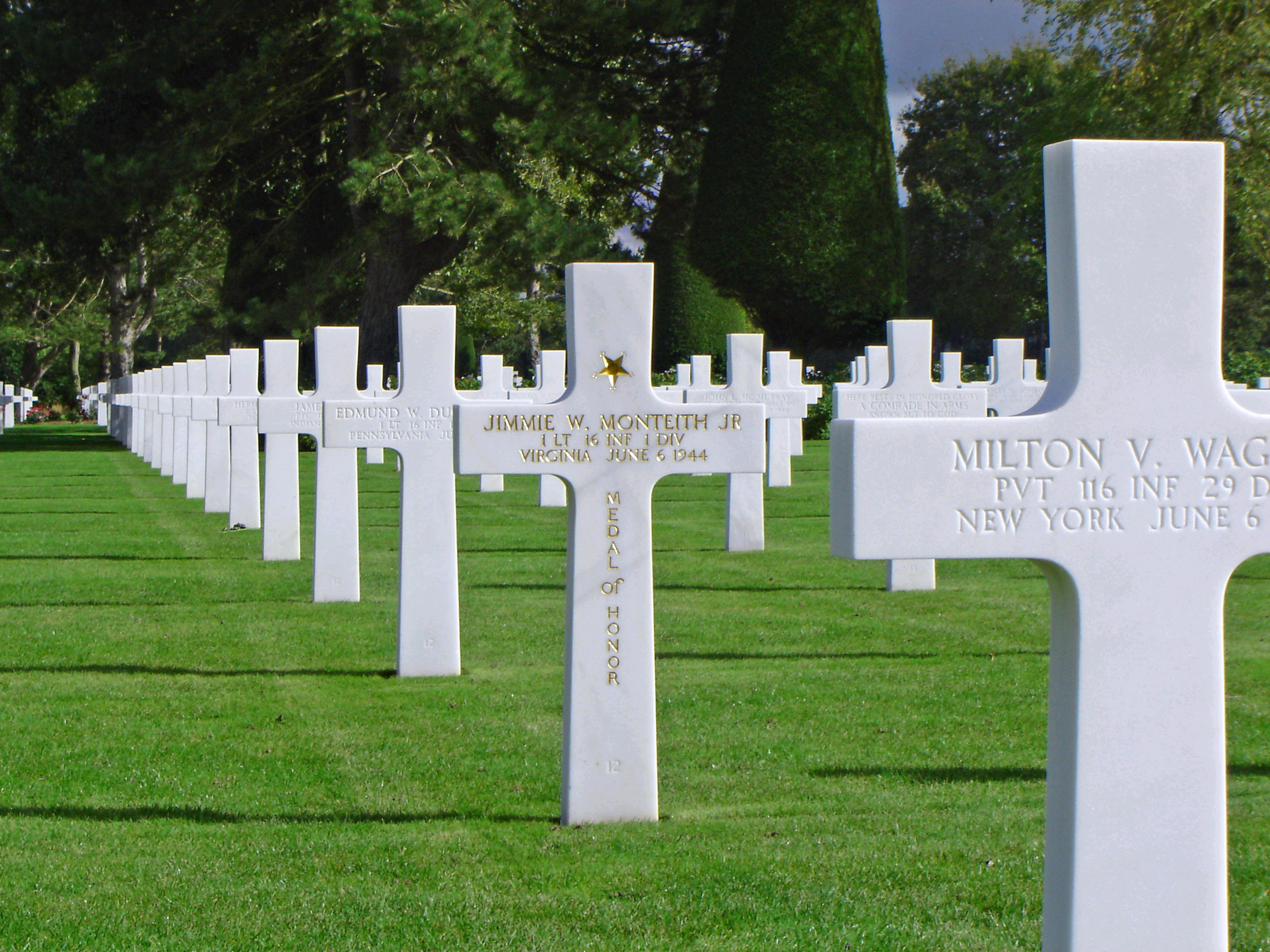
La tumba de un soldado condecorado con la Medalla de Honor en el complejo funerario y monumental de Normandía.

La Medalla de Honor del Ejército estadounidense fue la primera aprobada por una resolución conjunta del Congreso, el 12 de julio de 1862. El estatuto de autorización 10/3741 dice literalmente:

El presidente puede distinguir y conceder en el nombre del Congreso una Medalla de Honor de un diseño apropiado, con lazo y atributos, a la persona que siendo miembro del Ejército se distingue notablemente por su gallardía e intrepidez con riesgo de su vida, más allá de la llamada del deber"

Disposiciones posteriores crearon medallas similares para otras ramas de las fuerzas armadas.
La Medalla de Honor confiere privilegios especiales a sus receptores. Por ley, los condecorados ostentan diversos beneficios:
- Todo condecorado con la Medalla de Honor puede tener su nombre inscrito en la Banda de la Medalla de Honor (Código 38/1560). Toda persona cuyo nombre aparece en el Registro de la Medalla de Honor recibe un certificado del Departamento de Asuntos Veteranos de los Estados Unidos como acreedor de una pensión especial de 1.027 dólares añadidos a cualquier otra pensión —militar o de cualquier índole— de la que pueda gozar como civil. Desde el 1 de diciembre de 2004 esta pensión está sujeta a incrementos según el coste de la vida.

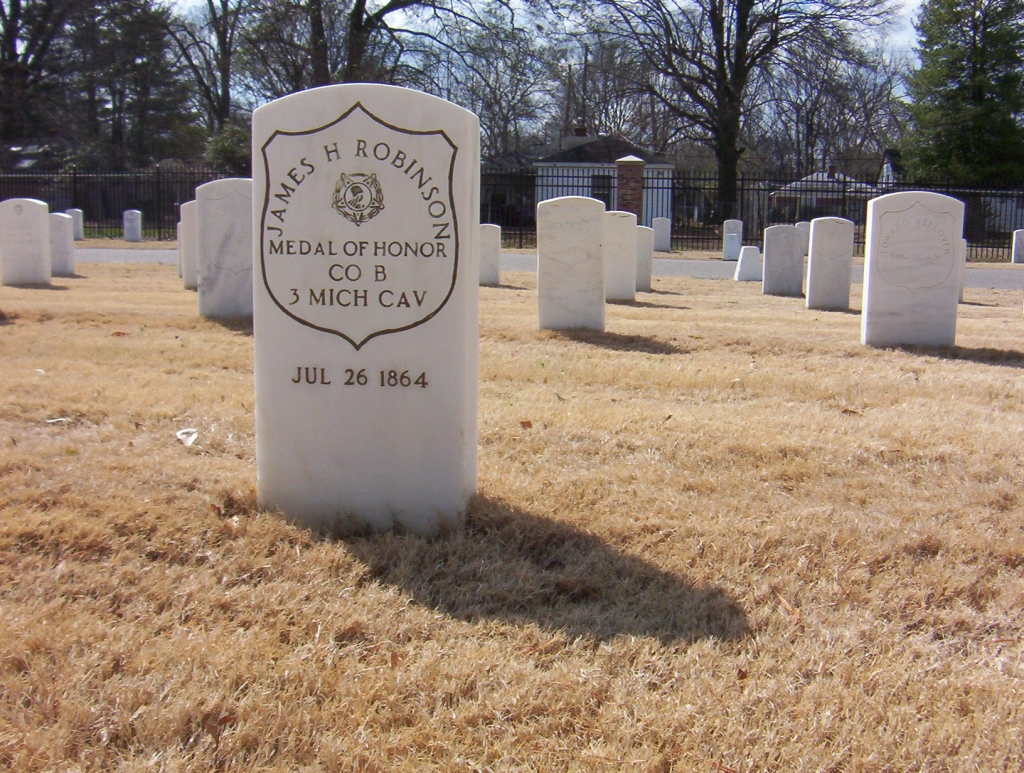
Tumba de un Medallista de Honor, en el Cementerio Nacional de Memphis.

- Los receptores de la Medalla de Honor tienen derecho a ostentarla en su uniforme.
- Los receptores reciben beneficios para el transporte aéreo, gracias a la regulación DOD 4515.13-R.
- Se otorgan tarjetas de identificación especiales, y se conceden privilegios de cambio a los condecorados y personas económicamente dependientes de ellos.
- Los hijos de condecorados que estén cualificados pueden ser admitidos en las academias militares de los EE. UU. en condiciones de admisión menos estrictas.
- Los militares condecorados reciben una pensión de retiro un 10% más alta, gracias al código 10/3991.
- Los distinguidos con la Medalla de Honor después del 23 de octubre de 2002 reciben una Bandera Medalla de Honor. El código 14/505 establece que otros 103 militares que no la recibieron antes de esa fecha también la reciban.
- Como todas las medallas, el personal retirado puede ostentar su Medalla de Honor con ropa civil «apropiada». Las regulaciones también especifican que los Medallistas de Honor pueden llevar el uniforme «libremente», siempre que sea fuera de actos políticos, comerciales o extremistas; militares retirados distinguidos con otra medalla solo pueden hacerlo en determinadas ocasiones.[31][32]

### Usos y costumbres extraoficiales
- El saludo militar es voluntario para todos los rangos del ejército, independientemente del rango del condecorado.[33]
- Los condecorados son saludados antes que cualquier otro militar, independientemente de su grado.

## Protección legal
Hasta fines de 2006, la Medalla de Honor era la única condecoración por servicios militares que estaba protegida por la Ley Federal de la imitación o la venta privada. El Acta de Valor Robado, de 2005, vigente desde el 20 de diciembre de 2006, amplía esta protección a otras distinciones militares. En la actualidad, ni el perjurio de palabra o texto, ni la reclamación física hechas para portar una condecoración militar autorizada por el Ejército o miembros veteranos supone un delito federal, por ley.
Todas las Medallas de Honor están concedidas a título personal, por reglamento del Departamento de Defensa de los EE. UU. El uso inapropiado de la misma, incluyendo la fabricación o la exhibición pública sin autorización oficial, se castiga con penas de hasta 100.000 dólares y/o prisión de hasta un año. Desde el rediseño de la condecoración, en 1903, se registró la patente número D37.236 para evitar legalmente la fabricación independiente de la medalla. Expirada la patente, el gobierno federal decretó una ley que ilegaliza la producción, exhibición pública o distribución de la Medalla de Honor sin autorización explícita. En los EE. UU. se ha perseguido a los eventuales violadores de esta ley. Algunas organizaciones de veteranos, así como compañías privadas, se han dedicado a denunciar públicamente a quienes declaran falsamente haber recibido una Medalla de Honor.

### Aplicación de la legislación
HLI Lordship Industries Inc., una empresa que había fabricado Medallas de Honor, fue disuelta en 1996 por vender 300 Medallas de Honor falsas, a 75 dólares cada una.
Ese mismo año, Jackie Stern, de Lauderdale, Florida, fue juzgado culpable por lucir una medalla que no había recibido. En lugar de la sanción de seis meses de cárcel, un tribunal federal lo sentenció a un año bajo libertad condicional y a escribir una carta de disculpa a los 171 condecorados que viven en la actualidad; la carta fue publicada en el periódico local.
En 2003, el matrimonio formado por Edward y Gisela Fedora fueron acusados de «venta ilegítima de una Medalla de Honor». Vendieron las medallas concedidas al marinero Robert Blume, distinguido por acciones durante la guerra de Cuba, y al sargento primero George Washington Roosevelt, condecorado por acciones durante la guerra de Secesión, a un agente del FBI. Edward Fedora, un empresario canadiense, fue declarado culpable y sentenciado a prisión. El paradero de Gisela Fedora es desconocido.

## Condecorados con la Medalla de Honor

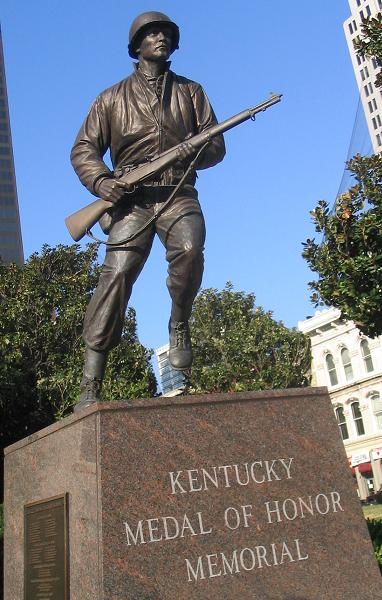
Una estatua en Louisville, Kentucky, en honor a los condecorados con la Medalla de Honor del estado.

En total, se han concedido 3.496 medallas a 3.465 personas distintas. 19 hombres la recibieron en dos ocasiones: 14 de ellos por dos acciones diferentes y 5 que recibieron la Medalla de Honor del Ejército y la Marina por una misma acción. Desde el principio de la Segunda Guerra Mundial, se han concedido 854 Medallas de Honor, de las cuales 528 lo han sido a título póstumo. En total, 618 de estas medallas se han entregado a familias de militares caídos.
La primera Medalla de Honor fue concedida al soldado raso Jacob Parrott durante la guerra de Secesión por el papel que desempeñó en el ataque de Andrews. La única mujer que la ha recibido ha sido Mary Walker, una cirujana de la misma época. Su medalla le fue retirada en 1917 junto a muchas otras condecoraciones concedidas por acciones no bélicas, aunque le fue reintegrada en 1977 por el presidente Carter.
Aunque la legislación vigente (Código 10/6241, establecido en 1918) establece explícitamente que los condecorados deben servir en las Fuerzas Armadas estadounidenses en el momento de realizar el acto digno de condecoración, se han dado algunas excepciones. Por ejemplo, Charles Lindbergh, reservista de las Fuerzas Aéreas, recibió su Medalla de Honor como piloto civil. El «soldado desconocido» británico también recibió una Medalla de Honor impuesta por el general Pershing; más tarde (11.11.1921), los ingleses condecoraron la Tumba del soldado desconocido estadounidense con la Cruz Victoria, el más alto galardón concedido por las Fuerzas Armadas británicas. Fuera de estas raras excepciones, la Medalla de Honor solo es concedida a militares de las Fuerzas Armadas de los EE. UU., aunque ser ciudadano estadounidense no es un prerrequisito. Sesenta y un canadienses que fueron miembros del ejército estadounidense han sido distinguidos con la Medalla de Honor, la mayoría de ellos por acciones heroicas durante la Guerra de Secesión. Desde 1900, solo se han impuesto cuatro medallas a ciudadanos canadienses. Durante la guerra de Vietnam, Peter C. Lemon fue el único canadiense distinguido con esta condecoración.